# Wyspa dinozaura
Wyspa dinozaura (niem. Urmel aus dem Eis, 2006) – niemiecki film animowany w reżyserii Holgera Tappe i Reinharda Kloossa. Ekranizacja powieści dla dzieci autorstwa Maxa Krusego. W 2008 roku powstała kontynuacja filmu – Wyspa dinozaura 2.

## Obsada
- Wigald Boning – Profesor Habakuk Tibatong
- Anke Engelke – Wutz
- Florian Halm – Diener Sami
- Christoph Maria Herbst – Doktor Wredman
- Kevin Iannotta – Tim Tintenklecks
- Stefan Krause – Pingwin Ping
- Oliver Pocher – Schuhschnabel Schusch
- Domenic Redl – Urmel
- Frank Schaff – 'Waran Wawa
- Klaus Sonnenschein – Król Pomponiusz
- Wolfgang Völz – Słoń morski

## Wersja polska
Wersja polska: Sun Studio Polska

Reżyseria: Marek Robaczewski

Dialogi: Tomasz Robaczewski

Wystąpili:
- Joanna Jabłczyńska – Fraczek
- Edyta Herbuś – Frania
- Justyna Bojczuk – Dyzio
- Krzysztof Szczerbiński – Mundek
- Mariusz Siudziński – Dziubas
- Mieczysław Morański – Król Pomponiusz
- Krzysztof Banaszyk – Gładzio
- Grzegorz Pawlak – Cienki
- Janusz Wituch – Doktor Wredman
- Wojciech Paszkowski – Profesor
- Wit Apostolakis-Gluziński – Bartek